# ده کرم (بشرویه)
ده کرم یک منطقهٔ مسکونی در ایران است که در دهستان ارسک واقع شده‌است. براساس سرشماری مرکز آمار ایران در سال ۱۳۹۵، این روستا کمتر از سه خانوار جمعیت داشته‌است.